# NGC 6639
NGC 6639 is een open sterrenhoop in het sterrenbeeld Schild. Het hemelobject werd op 31 juli 1826 ontdekt door de Britse astronoom John Herschel.